# Atomtrónica
La atomtrónica es la tecnología emergente que se ocupa de la creación de dispositivos análogos a los circuitos electrónicos pero, en lugar de electrones, se utilizan átomos en estado de condensado Bose-Einstein. En 2014 se encuentra en una fase más teórica que práctica, no obstante se espera que en un futuro más o menos próximo se materialice en una amplia gama de aplicaciones prácticas.